# ResEdit
ResEdit (kurz für Resource Editor) ist ein Computerprogramm der Firma Apple, um die sogenannten Resource forks von Computerdateien zu bearbeiten. ResEdit gehört zu den Standardwerkzeugen von Programmentwicklern unter Mac OS (bis 9), dem klassischen  Betriebssystem des Macintosh.
Im HFS Dateisystem des Macintosh bestehen die Computerdateien aus einer sogenannten data fork und einer resource fork. Die resource fork dient dazu, Töne, Bilder, Texte und andere Elemente aufzunehmen. Das hat den Vorteil, dass beispielsweise bei einer Lokalisierung eines Computerprogrammes zur Übersetzung nicht der eigentliche Programmcode, sondern nur die resource fork verändert werden muss.